# Scooby-Doo et Scrappy-Doo
Scooby-Doo Show Les Voyages fantomatiques de Scoubidou
Scoubidou et Scrapidou, également appelé Les Aventures de Scoubidou et Scrapidou ou Scooby-Doo et Scrappy-Doo (Scooby-Doo and Scrappy-Doo), est une série télévisée américaine en 16 épisodes de 25 minutes, diffusée entre le 22 septembre 1979 et le 5 janvier 1980 sur le réseau ABC.
En France, la série a été diffusée dans les années 1990 dans l'émission Hanna-Barbera Dingue Dong sur Antenne 2 (puis France 2) ensuite elle a été également diffusée sur France 3 dans le Scooby-Gang (émission de télévision) du 22 avril 2006 au 17 novembre 2007 puis dans Toowam du 2 septembre 2006 au 11 octobre 2009 et dans Bunny Tonic du 10 octobre 2010 au 19 novembre 2014.
C'est la quatrième série avec Scooby-Doo. Elle est précédée du Scooby-Doo Show et suivie des Voyages fantomatiques de Scoubidou avec les mêmes personnages mais dans un format plus court.

## Production
En 1979, le petit neveu de Scooby, Scrappy-Doo, apparaît dans une nouvelle série, Scooby-Doo et Scrappy-Doo, pour relancer la franchise. Désormais, Scooby-Doo marche et court sur deux pieds, plutôt que sur quatre comme un chien normal, ce qu'il faisait auparavant. Cette courte série de seize épisodes sera la première avec Scrappy-Doo qui apparaîtra dans une seconde au format plus court et une troisième qui lorgnera plus sur l'originale.

## Fiche technique
- Titre original : Scooby-Doo and Scrappy-Doo
- Titre français : Scoubidou et Scrapidou ; Les Aventures de Scoubidou et Scrapidou (Antenne 2) ; Scooby-Doo et Scrappy-Doo (DVD)
- Création : Joe Ruby, Ken Spears, Sander Schwartz
- Réalisation : Joseph Barbera, William Hanna
- Scénarios : Joe Ruby, Ken Spears, Bill Lutz, Larz Bourne, Tom Dagenais
- Création des personnages : Iwao Takamoto
- Production : Joseph Barbera, William Hanna
- Sociétés de production : Hanna-Barbera Productions
- Pays d'origine : États-Unis
- Langue : anglais
- Format : couleurs - 35 mm - 1,33:1 - son mono
- Nombre d'épisodes : 16 (1 saison)
- Durée : 25 minutes
- Dates de première diffusion :  États-Unis : 22 septembre 1979

## Distribution

### Voix originales
- Don Messick – Scooby-Doo
- Lennie Weinrib (en) – Scrappy-Doo
- Casey Kasem – Sammy Rogers / "Shaggy" Rogers
- Heather North – Daphné Blake
- Frank Welker – Fred Jones
- Pat Stevens (en) – Vera Dinkley (eps. 1–11)
- Marla Frumkin – Velma Dinkley (eps. 12–16)

### Voix françaises
- Jacques Torrens : Scooby-Doo
- Jacques Ferrière : Scrappy-Doo
- Francis Lax : Sammy Rogers
- Claude Chantal : Daphné Blake
- Edgar Givry : Fred Jones
- Laurence Badie : Vera Dinkley

## Sorties vidéos
L'intégrale de la saison 1 a été publiée par Warner Bros le 15 avril 2015 sous forme d'un double-DVD.